# Eparchia elisteńska i kałmucka
Eparchia elisteńska i kałmucka – jedna z eparchii Rosyjskiego Kościoła Prawosławnego. Siedzibą ordynariuszy eparchii jest Elista, zaś funkcję katedry pełni sobór Kazańskiej Ikony Matki Bożej w Eliście. 
Struktura została powołana decyzją Świętego Synodu Rosyjskiego Kościoła Prawosławnego z 7 października 1995.

## Biskupi elisteńscy
- Zosima (Ostapienko), 1995–2011[3].
- Zenobi (Korzinkin), 2011–2014[4]
- Justynian (Owczinnikow), od 2014[5]